# Splachnum melanocaulon
Splachnum melanocaulon là một loài rêu trong họ Splachnaceae. Loài này được (Wahlenb.) Schwägr. mô tả khoa học đầu tiên năm 1823.